# Filmografia lui Charlie Chaplin

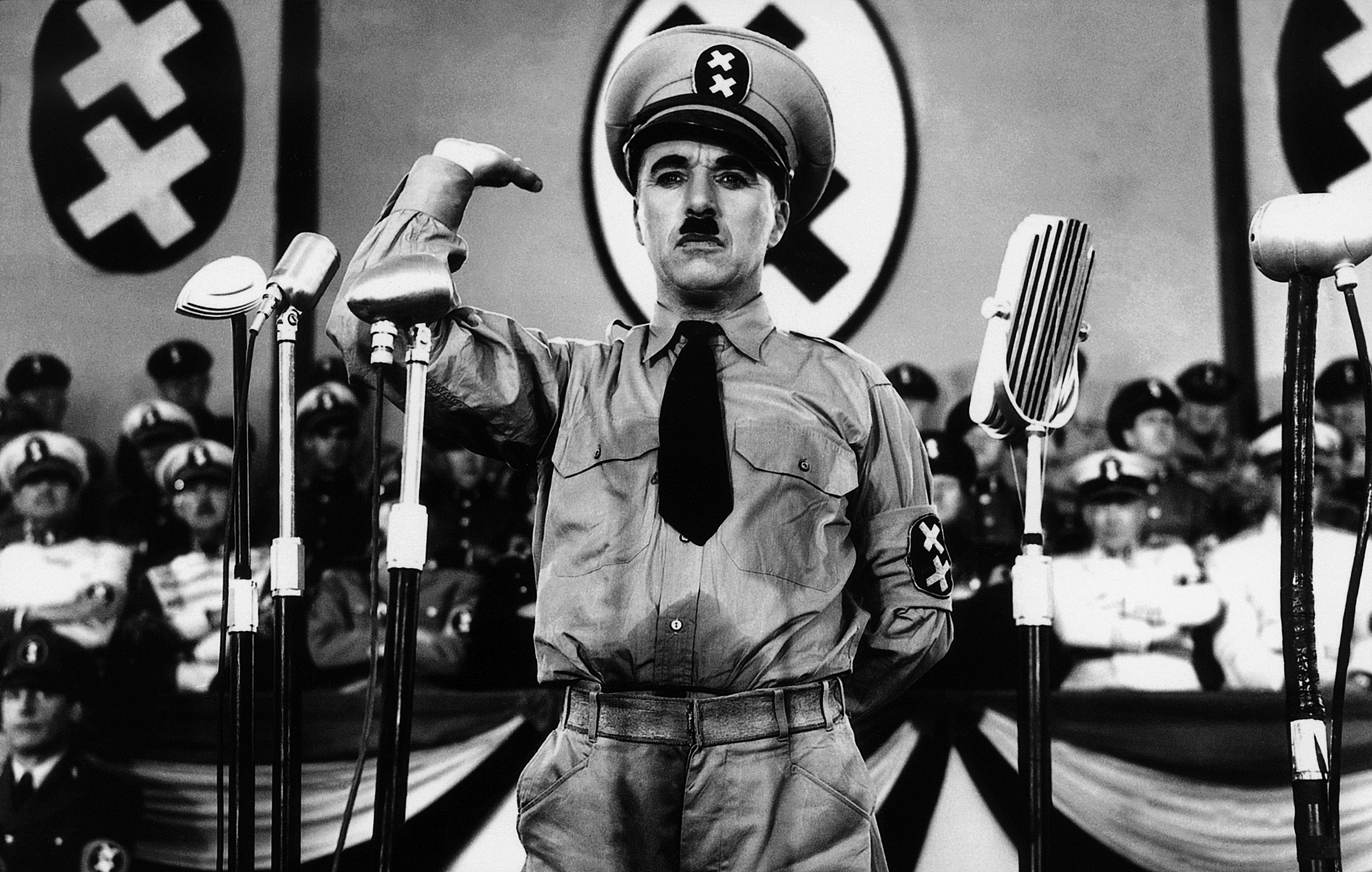
Dictatorul (1940)

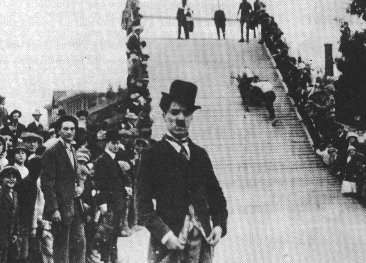
Emigrantul (1914)

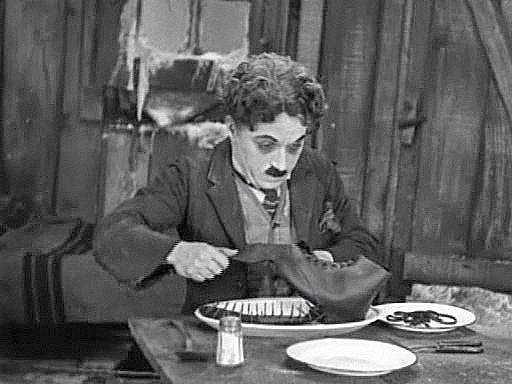
Goana după aur (1925)

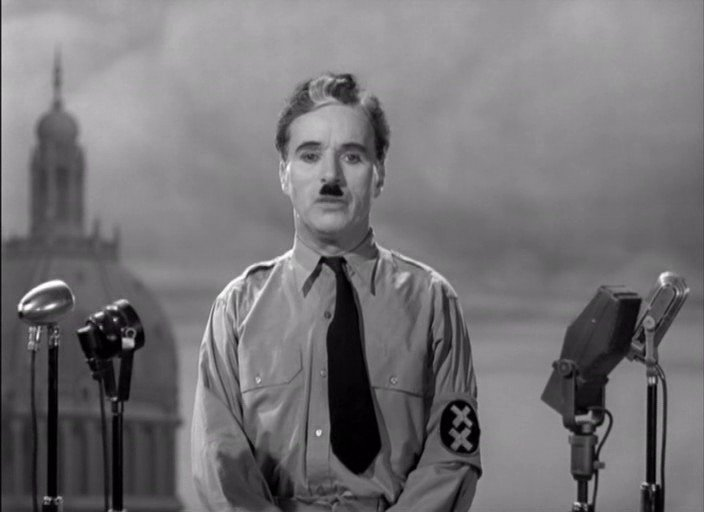
Dictatorul (1940)

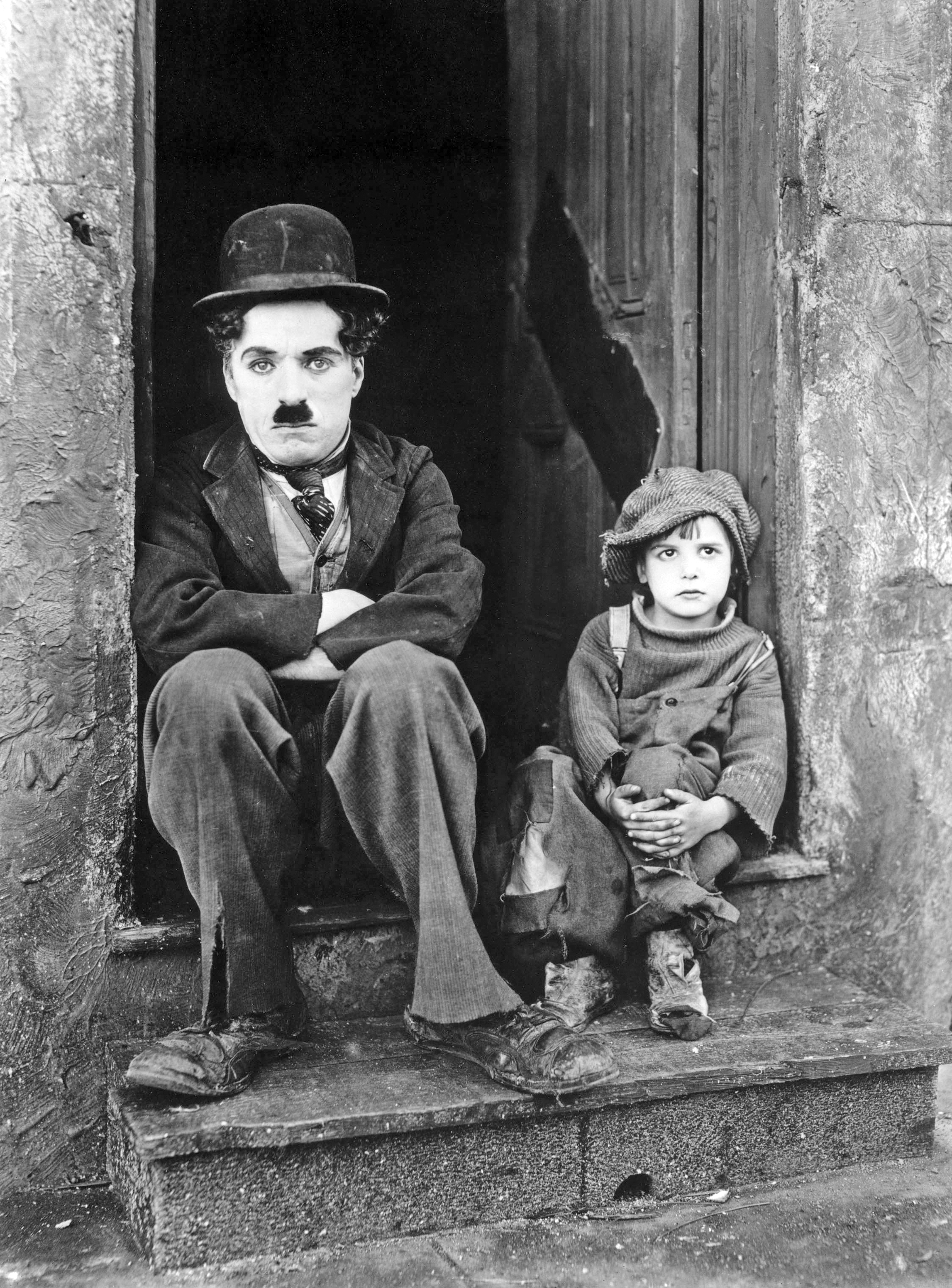
Puștiul (1921)

## Filme de lung metraj
(ca actor și regizor, cu câteva excepții)
- 1914 Tillie's Punctured Romance
- 1921 Piciul (The Kid)
- 1921 The Nut
- 1923 Souls For Sale
- 1923 A Woman of Paris
- 1925 Goana după aur (The Gold Rush)
- 1926 A Woman of the Sea
- 1928 Circul (The Circus) [1]
- 1928 Show People
- 1931 Luminile orașului (City Lights)
- 1936 Timpuri noi (Modern Times)
- 1940 Dictatorul (The Great Dictator)
- 1947 Domnul Verdoux (Monsieur Verdoux) - Henry Verdoux
- 1952 Luminile rampei (Limelight)
- 1957 Un rege la New York (A King in New York)
- 1967 Contesa din Hong Kong (A Countess from Hong Kong)

## Filme de scurt metraj
- 1914
  - A Busy Day
  - Between Showers
  - Caught in a Cabaret
  - Caught in the Rain
  - Cruel, Cruel Love
  - Dough and Dynamite
  - The Face on the Bar Room Floor
  - The Fatal Mallet
  - A Film Johnnie
  - Gentlemen of Nerve
  - Getting Acquainted
  - Her Friend the Bandit
  - His Favorite Pastime
  - His Musical Career
  - His New Profession
  - His Prehistoric Past
  - His Trysting Place
  - Kid Auto Races at Venice
  - The Knockout
  - Laughing Gas
  - Mabel at the Wheel
  - Mabel's Busy Day
  - Mabel's Married Life
  - Mabel's Strange Predicament
  - Making a Living
  - The Masquerader
  - The New Janitor
  - The Property Man
  - Recreation
  - The Rounders
  - The Star Boarder
  - Tango Tangles
  - Those Love Pangs
  - Twenty Minutes of Love
- 1915
  - The Bank
  - Charlie Chaplin's Burlesque on Carmen
  - By the Sea
  - The Champion
  - His New Job
  - His Regeneration
  - In the Park
  - A Jitney Elopement
  - A Night Out
  - A Night in the Show
  - Shanghaied
  - The Tramp
  - A Woman
  - Work
- 1916
  - Behind the Screen
  - The Count
  - The Fireman
  - The Floorwalker
  - One A.M.
  - The Pawnshop
  - Police!
  - The Rink
  - The Vagabond
- 1917
  - The Adventurer
  - The Cure
  - Easy Street
  - The Immigrant
- 1918
  - The Bond
  - Shoulder Arms
  - A Dog's Life
  - Triple Trouble
- 1919
  - A Day's Pleasure
  - Sunnyside
- 1921
  - The Idle Class
- 1922
  - Pay Day
- 1923
  - The Pilgrim